# Сантьяго-Мараватио (муниципалитет)
Сантьяго-Маравати́о (исп. Santiago Maravatío) — муниципалитет в Мексике, штат Гуанахуато, с административным центром в одноимённом городе. Численность населения, по данным переписи 2010 года, составила 6670 человек.

## Общие сведения
Название Santiago Maravatío составное: Santiago — в честь святого Иакова, а Maravatío с языка тараско можно перевести как прекрасное место.
Площадь муниципалитета равна 84 км², что составляет 0,27 % от общей площади штата, а наивысшая точка расположена в поселении Ла-Леона и равна 1994 метрам.
Он граничит с другими муниципалитетами штата Гуанахуато: на севере, востоке и юге с Сальватьеррой, и на западе с Юририей.

## Учреждение и состав
Муниципалитет был образован в 1867 году, в его состав входит 14 населённых пунктов:
| Состав муниципалитета | Состав муниципалитета                                                                      | Состав муниципалитета            | Состав муниципалитета            |
| Код INEGI             | Населённый пункт                                                                           | Численность населения (2005 год) | Численность населения (2010 год) |
| --------------------- | ------------------------------------------------------------------------------------------ | -------------------------------- | -------------------------------- |
| 036                   | Всего                                                                                      | 6389                             | 6670                             |
| 0001                  | Сантьяго-Мараватио (исп. Santiago Maravatío) 20°10′24″ с. ш. 100°59′28″ з. д.              | 3720                             | 3820                             |
| 0012                  | Санта-Рита-де-Касия (исп. Santa Rita de Casia) 20°11′53″ с. ш. 100°59′13″ з. д.            | 522                              | 615                              |
| 0008                  | Санта-Тереса (исп. Santa Teresa) 20°11′03″ с. ш. 100°57′36″ з. д.                          | 489                              | 507                              |
| 0007                  | Ла-Леона (исп. La Leona) 20°07′18″ с. ш. 100°58′54″ з. д.                                  | 367                              | 363                              |
| 0006                  | Ла-Хойита-де-Пасторес (исп. La Joyita de Pastores) 20°09′10″ с. ш. 101°01′18″ з. д.        | 296                              | 284                              |
| 0010                  | Охо-де-Агуа-Ербабуэна (исп. Ojo de Agua de la Yerbabuena) 20°08′41″ с. ш. 101°01′38″ з. д. | 276                              | 272                              |
| 0003                  | Эль-Дормидо (исп. El Dormido) 20°07′45″ с. ш. 101°01′42″ з. д.                             | 221                              | 238                              |
| 0004                  | Эрмосильо (исп. Hermosillo) 20°11′44″ с. ш. 100°58′30″ з. д.                               | 217                              | 219                              |
| 0002                  | Колония-Морелос (исп. Colonia Morelos) 20°12′25″ с. ш. 101°01′02″ з. д.                    | 129                              | 182                              |
| 0005                  | Ла-Хоя-Гранде (исп. La Joya Grande) 20°07′57″ с. ш. 100°59′55″ з. д.                       | 82                               | 77                               |
| 0015                  | Ла-Хара (исп. La Jara) 20°07′36″ с. ш. 101°01′03″ з. д.                                    | 40                               | 48                               |
| 0019                  | Колония-Франсиско-Вилья (исп. Colonia Francisco Villa) 20°10′52″ с. ш. 100°59′50″ з. д.    | 23                               | 32                               |
| 0011                  | Ла-Пила (исп. La Pila) 20°07′20″ с. ш. 101°00′35″ з. д.                                    | 6                                | 7                                |
| 0018                  | Лос-Арреола (исп. Los Arreola) 20°11′30″ с. ш. 100°59′48″ з. д.                            | 1                                | 6                                |

## Экономика
По статистическим данным 2000 года, работоспособное население занято по секторам экономики в следующих пропорциях: сельское хозяйство, скотоводство и рыбная ловля — 39,2 %, промышленность и строительство — 23,6 %, сфера обслуживания и туризма — 33,4 %, прочее — 3,8 %.

## Инфраструктура
По статистическим данным 2010 года, инфраструктура развита следующим образом:
- электрификация: 99 %;
- водоснабжение: 99,2 %;
- водоотведение: 91,6 %.

## Фотографии

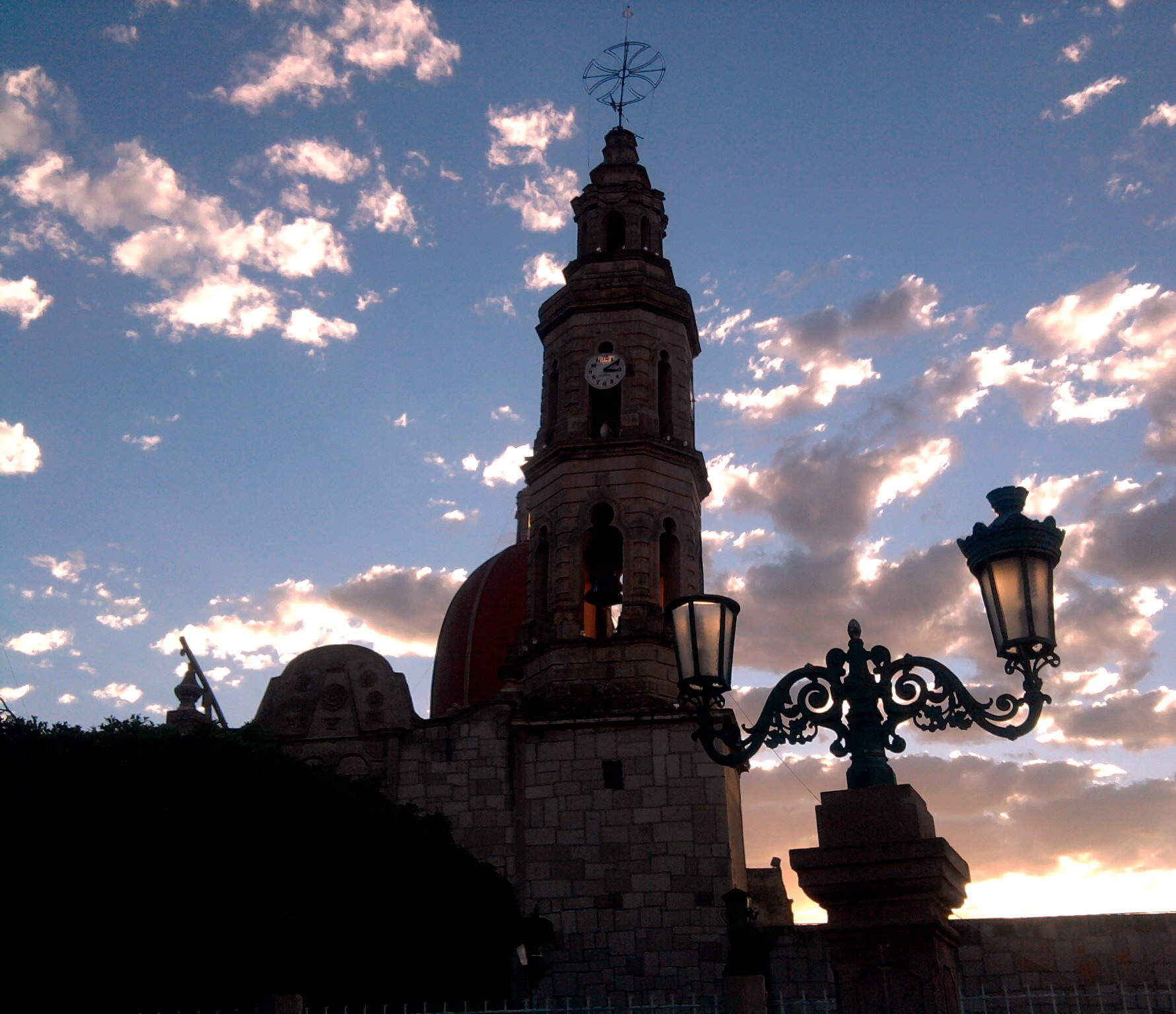
Церковь в Сантьяго-Мараватио